# Hedysarum jaxartucirdes
Hedysarum jaxartucirdes là một loài thực vật có hoa trong họ Đậu. Loài này được Y. Liu ex R. Sa mô tả khoa học đầu tiên năm 2007.